# Allotrichoma oceanum
Allotrichoma oceanum är en tvåvingeart som beskrevs av Becker 1926. Allotrichoma oceanum ingår i släktet Allotrichoma och familjen vattenflugor.
Artens utbredningsområde är Kanarieöarna. Inga underarter finns listade i Catalogue of Life.